# Kosteletzkya velutina
Kosteletzkya velutina är en malvaväxtart som beskrevs av Christian August Friedrich Garcke. Kosteletzkya velutina ingår i släktet Kosteletzkya och familjen malvaväxter. Inga underarter finns listade i Catalogue of Life.